# De Rat (IJlst)
De Rat (z nider. Szczur) – wiatrak holenderski w IJlst w prowincji Fryzja, w północnej Holandii. Obiekt został wpisany do holenderskiego rejestru zabytków. Pełni funkcję tartaku. Organizowane są w nim także pokazy edukacyjno-szkoleniowe w ramach funkcjonowania organizacji Gild Fryske Mounders.

## Historia

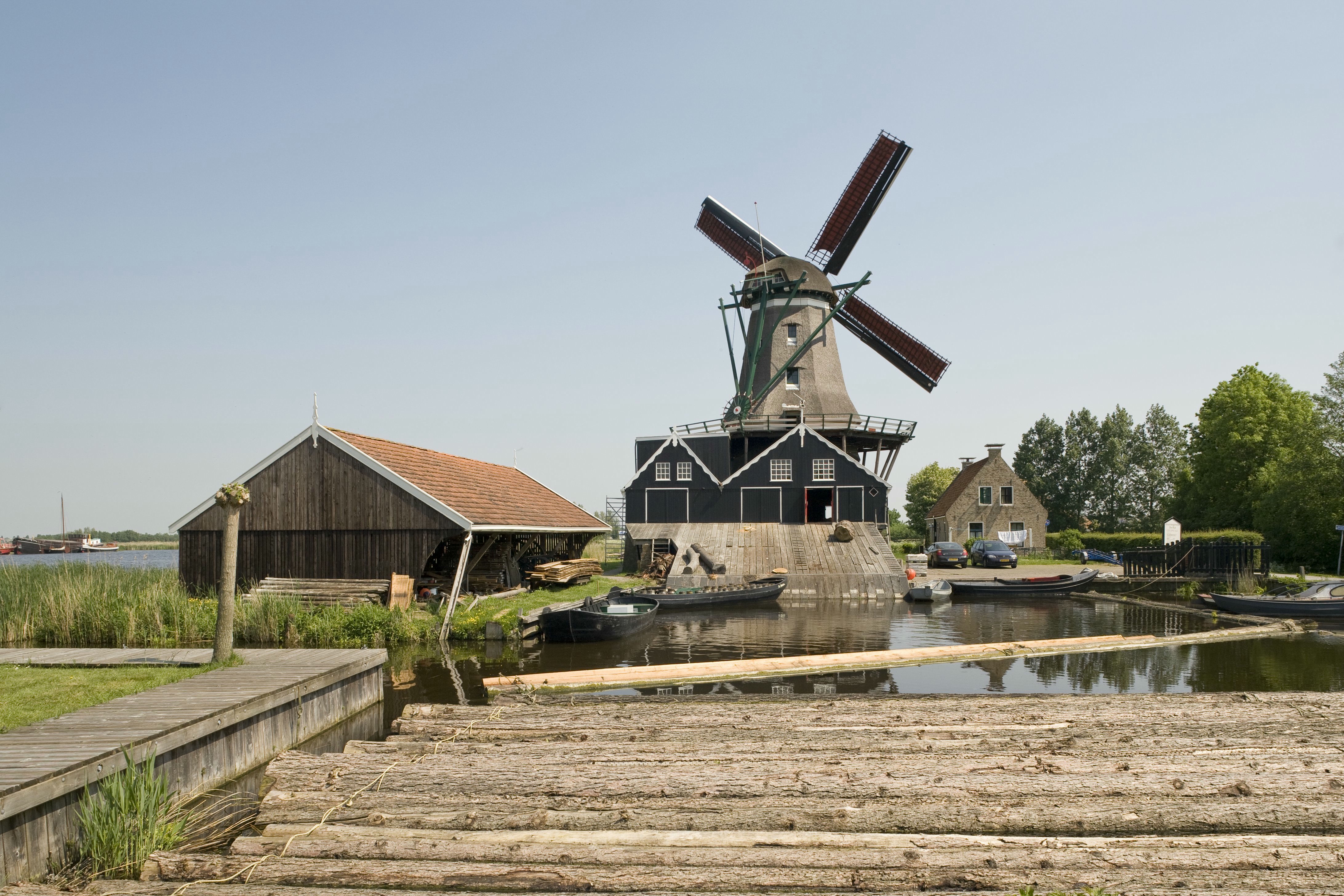
De Rat

Wiatrak początkowo znajdował się w Zaandam i początkowo nazywany był The Walrot (pl. karczownik ziemnowodny) lub po prostu De Rot. Do niedawna przyjmowano, że wzniesiono go w 1683 r., lecz przeprowadzone w 2011 r. badania wskazują na to, iż zbudowano go dopiero w 1711 r., na miejscu starszego wiatraka. W okresie wojen napoleońskich obiekt wyszedł z użycia. W 1828 r. został przeniesiony do IJlst, we Fryzji. Miało to związek z rozwojem rolnictwa w tym regionie i rosnącym zapotrzebowaniem na budowle, takie jak wiatraki.
W 1859 r. wiatrak znajdował się w posiadaniu rodziny Oppedijk. W 1918 r. został wyposażony w silnik elektryczny. Niedługo później usunięto skrzydła. W 1950 r. wiatrak został zamknięty. Przez pewien czas istniało zagrożenie, że budowla zostanie poddana rozbiórce. Udało się tego uniknąć przy wsparciu gminy IJlst. W latach 1966–67 ponownie zamontowano skrzydła i inne brakujące elementy konstrukcji, stosując przy tym wiele elementów pochodzących z rozbiórek innych tego typu obiektów. Kołpak i górne koło kołnierzowe pochodzą z rozebranego w 1959 r. wiatraka w Scheemderzwaag, w prowincji Groningen. Wał skrzydłowy był niegdyś częścią wiatraka Monniksmolen w Sint Jansklooster, w prowincji Overijssel. W latach 1976–80 został poddany renowacji, która doprowadziła go do stanu używalności. 19 kwietnia 2005 r. zamontowano na nim nowy kołpak.

## Konstrukcja
Młyn ma trzy piętra, przy czym powstał na trzypiętrowej platformie. Kołpak jest kryty strzechą. Skrzydła mają rozpiętość 21,48 metrów. Żeliwny wał skrzydłowy napędza górne koło kołnierzowe o 59 trybach. Dolne koło kołnierzowe ma 29 trybów i znajduje się na szczycie wału głównego. Poniżej koło zębate z 43 trybami napędza wał korbowy.